# Sphaerotrichopus ramosus
Sphaerotrichopus ramosus är en mångfotingart som beskrevs av Carl Graf Attems 1911. Sphaerotrichopus ramosus ingår i släktet Sphaerotrichopus och familjen Dalodesmidae. Inga underarter finns listade i Catalogue of Life.